# Congresso Nacional do Palau
O Olbiil Era Kelulau, conhecido em inglês como Palau National Congress (Congresso Nacional do Palau), é o poder central no Palau, situando-se na capital do país, Ngerulmud.

## Biblioteca do Congresso do Palau
Sediada no Congresso Nacional do Congresso, a Biblioteca Congressal do Palau, foi fundada a 18 de agosto de 1981.Tem uma colecção de 3000 obras, com uma subida anual de 350. A biblioteca tem dois empregados, ambos formados em biblioteconomia.